# Basílica de Santa Maria Maior (Pontevedra)
A Basílica de Santa Maria Maior (em galego:  Santa María a Maior) de Pontevedra,  é uma igreja católica, datada no século XVI, foi consagrada como basílica em 10 de janeiro de 1962, pelo decreto do Papa João XXIII. Actualmente, é considerada um BIC (Bem de Interesse Cultural, com o número de identificação RI-51-0000828). Foi declarada um monumento histórico-artístico pertencente ao Tesouro Artístico Nacional mediante decreto de 3 de junho de 1931. · 

## História
Pontevedra não é a sede do bispado porque não há nela uma catedral, talvez por esta razão a igreja, hoje basílica de Santa Maria é considerada como a igreja principal de Pontevedra. Está situada no centro histórico de Pontevedra, na praça Alonso de Fonseca; justo no mesmo lugar onde antigamente se erguia una pequena igreja românica, que foi demolida ao chegar o século XV.
Sua construção se deve ao encargo realizado pelo Grémio de Mercantes, a entidade civil mais antiga de Pontevedra e o grémio de mar mais antigo de toda Espanha. Foi construído seguindo os planos de Juan de los Cuetos e Diego Gil, entre outros (Cornielis de Holanda, Mateo López, Sebastián Barros, Domingo Fernándes e Juan Noble).

## Descrição
Trata-se dum edifício de estilo gótico, com influências do estilo manuelino português. Externamente se destacam suas fachadas. A principal, orientada a oeste, apresenta uma ampla escadaria para o acesso dela. Tem a estrutura em forma de retábulo, com três corpos abundantemente decorados (seguindo o estilo plateresco), obra do mestre Cornielles de Holanda e Juan Noble, e datada em 1541.  A porta situa-se no corpo central e apresenta um arco de meio ponto emoldurado pelas esculturas de São Pedro e São Paulo.  Na parte superior da porta se pode contemplar um relevo da Dormição de Maria; e acima da decoração em base aos medalhões em forma de conchas de vieiras, assim como esculturas de santos, personagens bíblicos e até mesmo históricos; e, ainda maior, uma rosácea (responsável pela iluminação do espaço interior), simbolismo do céu. A fachada é coroada por um Calvário e por último a ameia típica de estilo manuelino português. Como os dados anedóticos comentam que entre as figuras dos santos que aparecem na decoração desta fachada, se podem distinguir os bustos de Cristóvão Colombo e Hernán Cortés que estão situados aos lados da rosácea.

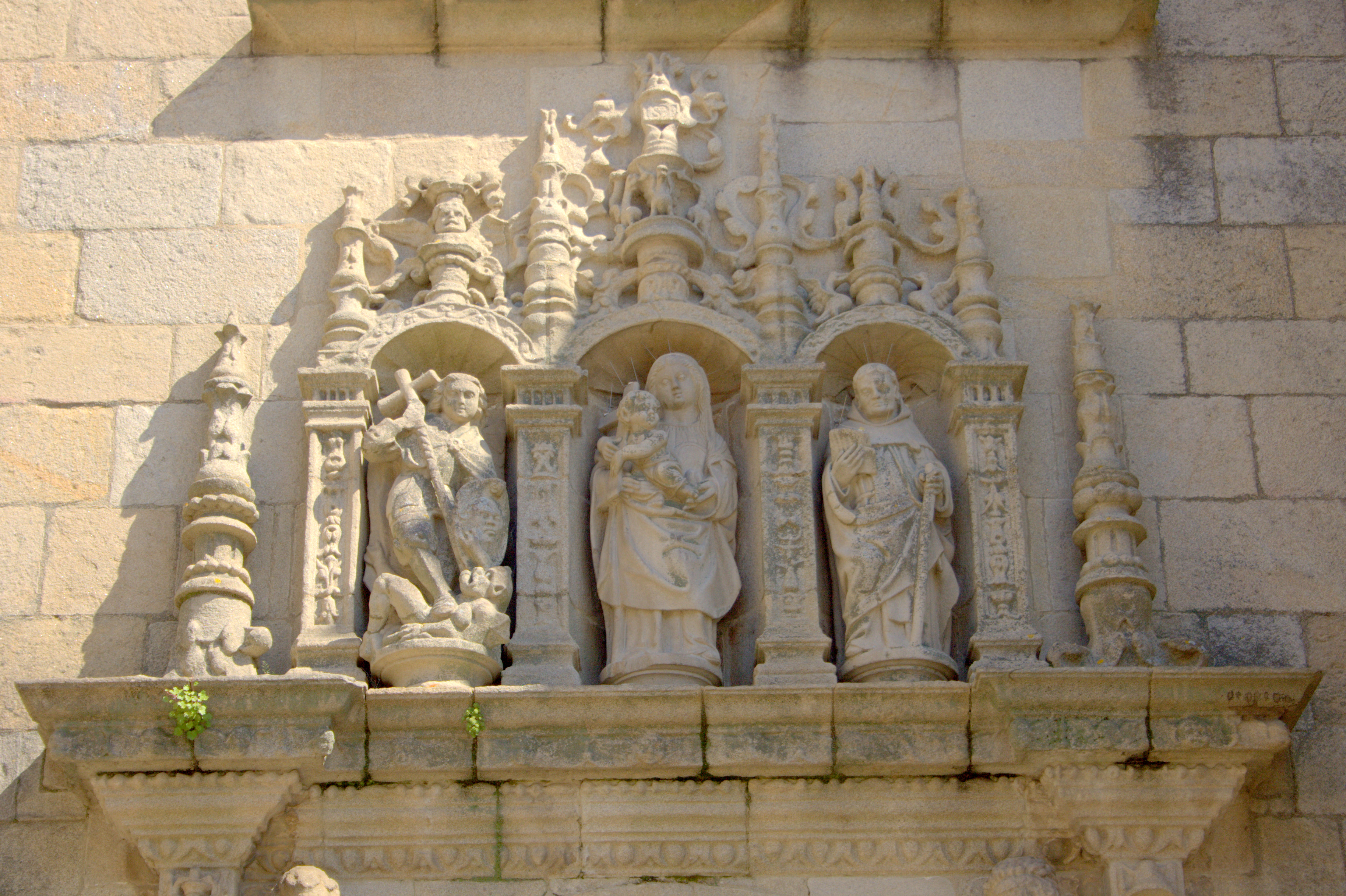
Detalhe da decoração externa.
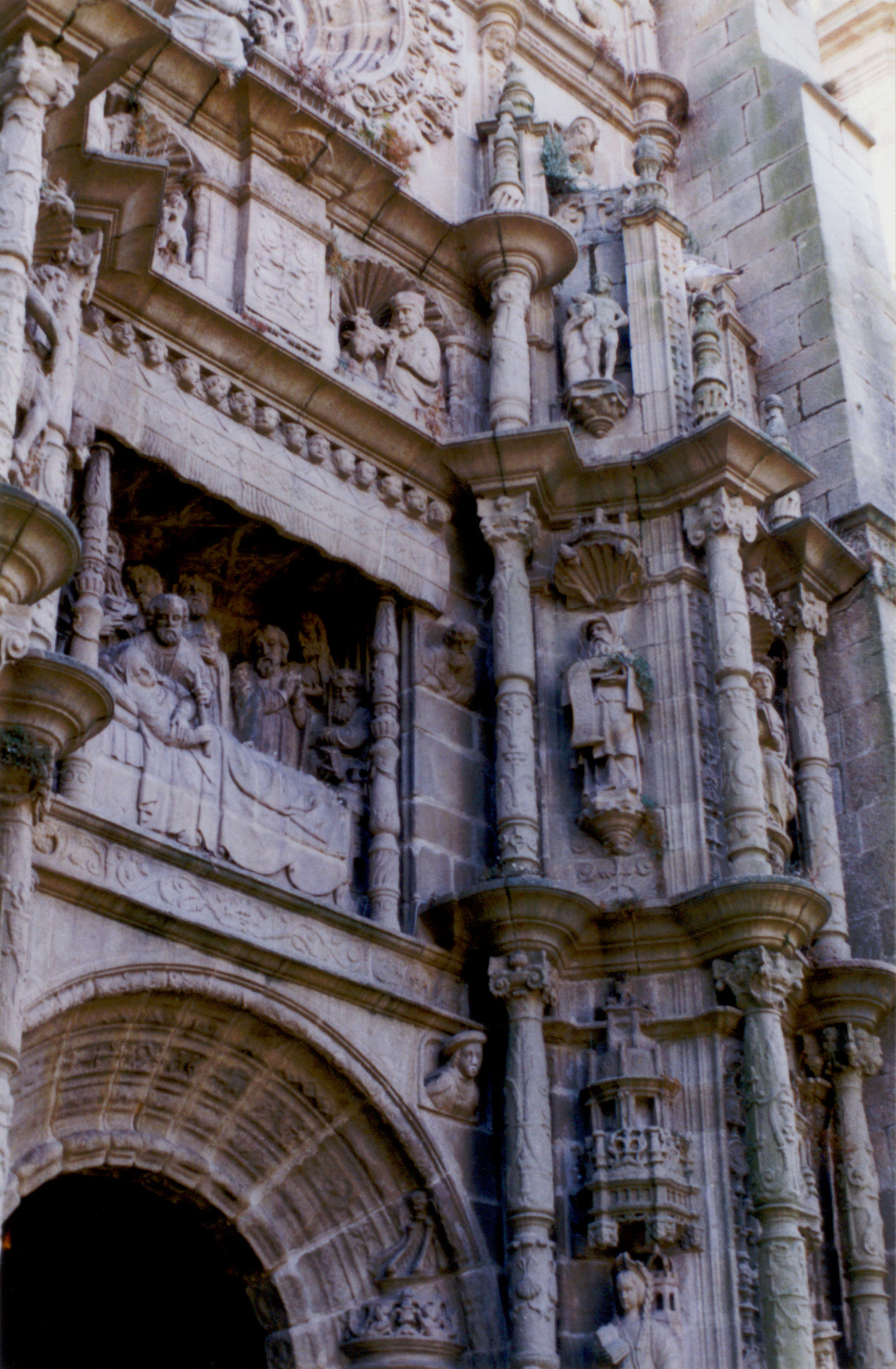
Detalhe da fachada principal. Dormição da Virgem.
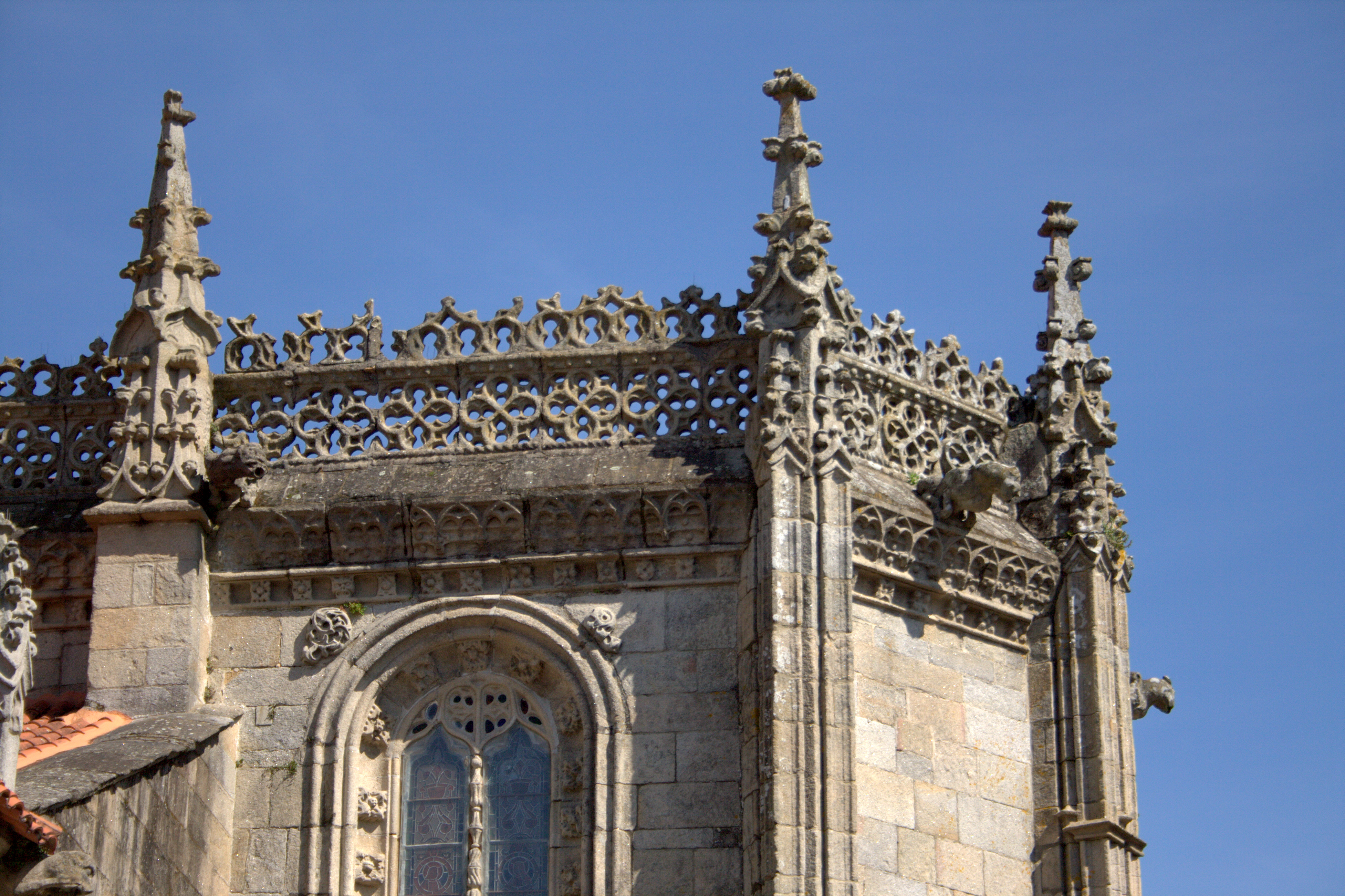
Detalhe da ameia.
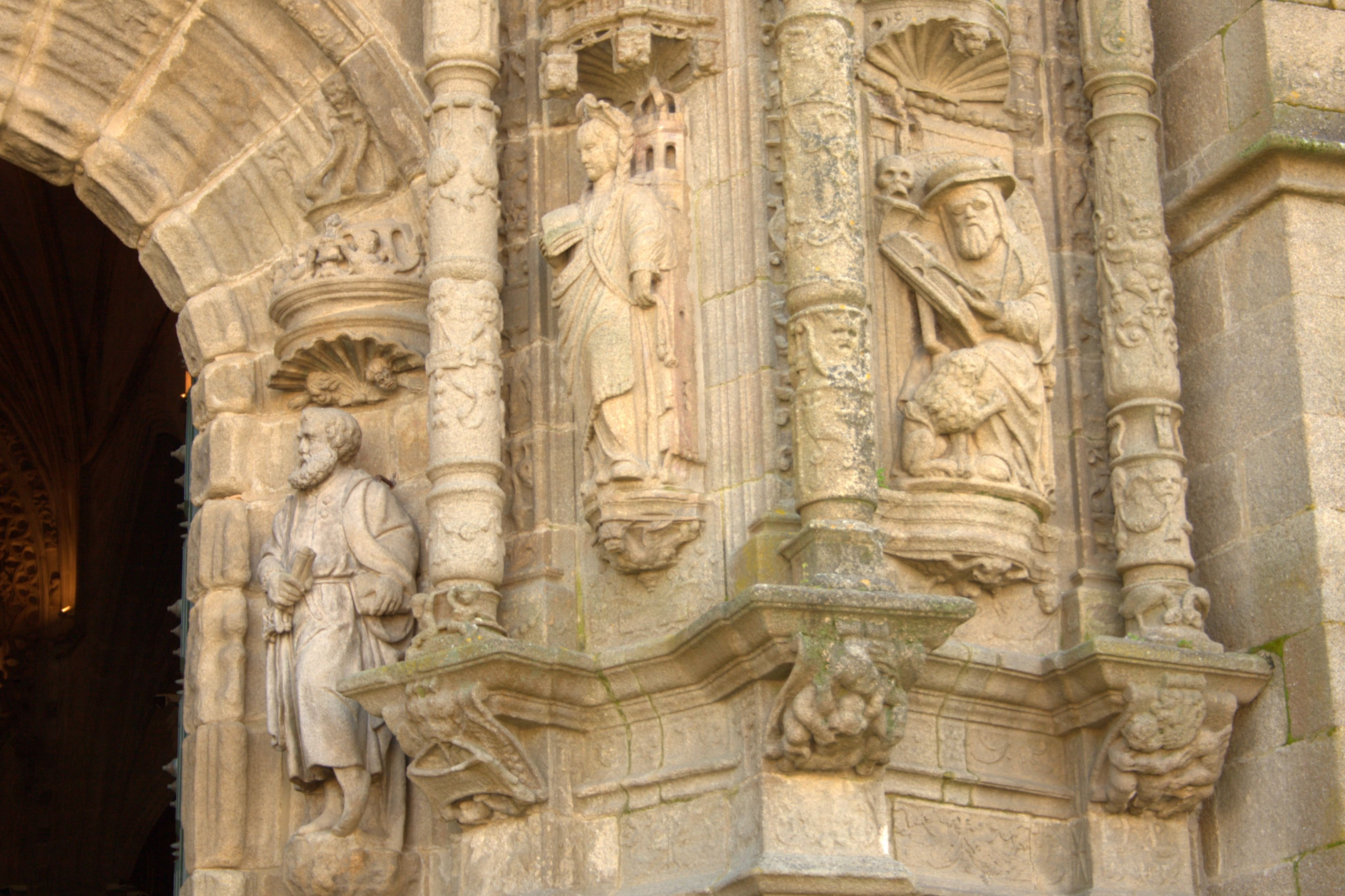
Detalhe da porta principal.
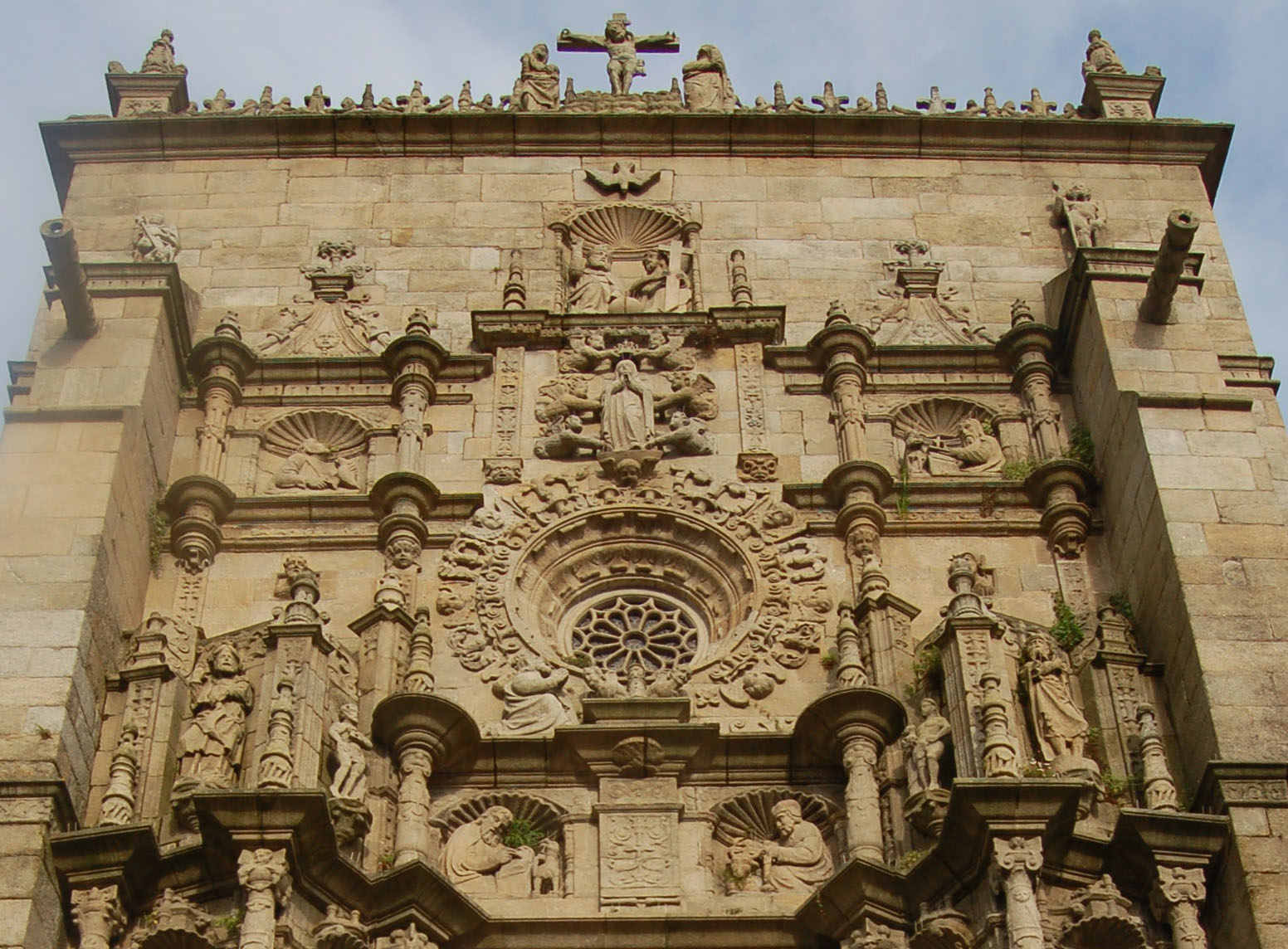
Detalhe da decoração superior.
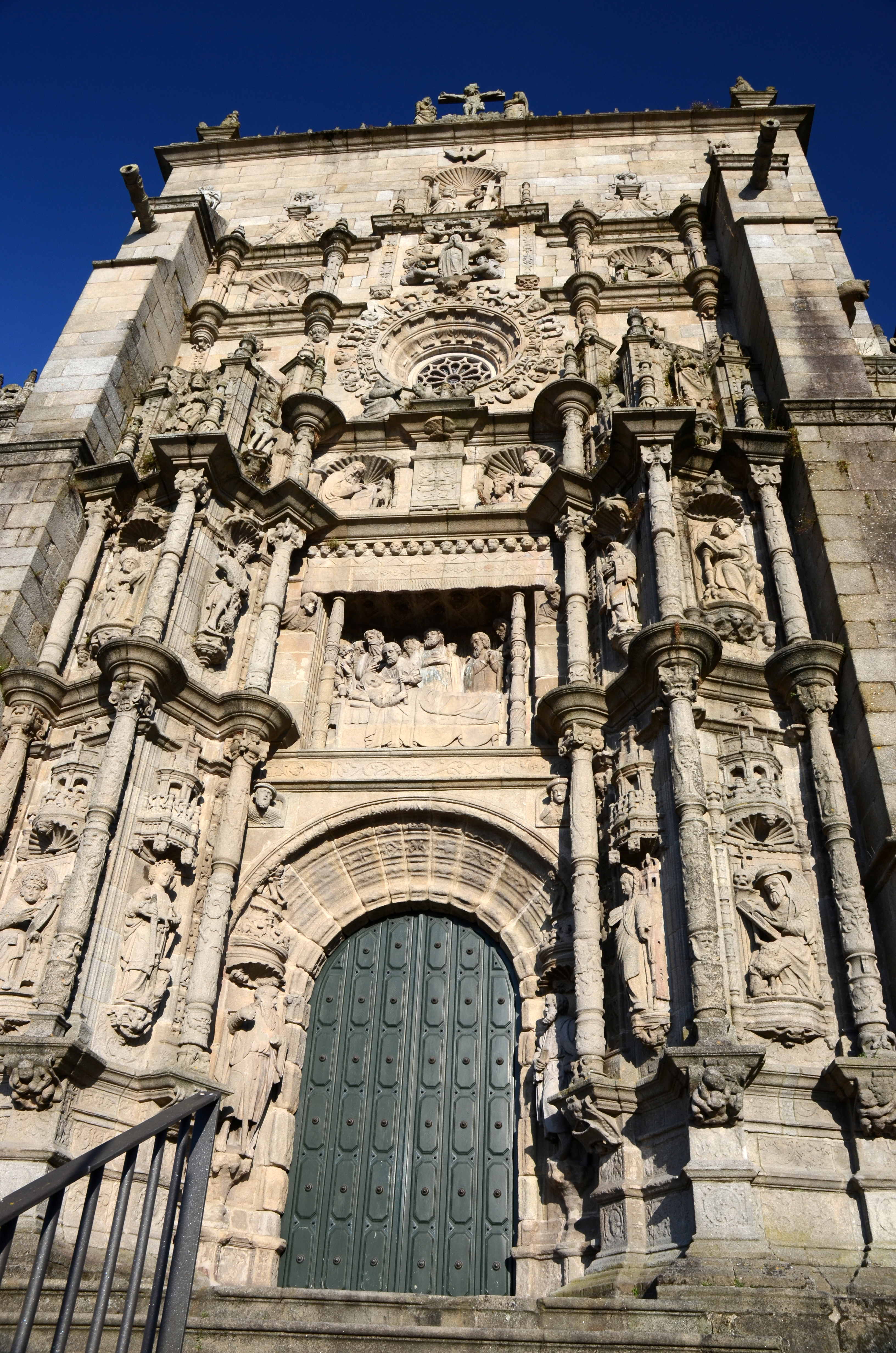
Pórtico.

Também apresenta uma fachada no lado sul do edifício, com um arco de meio ponto com jamba pedregosa decorada barrocamente e nela destaca o cruzeiro de dimensões consideráveis. Também apresenta ameia manuelina coroando os muros e o abside do templo, o qual apresenta uma grande janela decorada seguindo o estilo manuelino.
Em relação ao interior, a igreja apresenta planta basilical com três naves (a central com predomínio de estilo renascentista, enquanto que as outras duas, como as capelas, estão influídas pelo estilo tardo gótico)  e capelas laterais.
A cobertura das naves, assim como das capelas laterais se executa através das abóbadas de cruzaria, entre as quais há que destacar a que foi levada a cabo por parte de Diego Gil no ano de 1522.
Na conhecida como Capela Maior se pode contemplar um retábulo de madeira de castanha e nogueira, da fábrica moderna, já que se pode datar entre finais do século XIX e princípios do século XX, obra do escultor galego criador duma escola de talha em Santiago de Compostela, Máximo Magariños, que realizou também o púlpito, assim como catorze quadros com baixos-relevos que formam as catorze estações da Via Crúcis da igreja.
Outras capelas dignas de menção são:
- Capela de Cristo, conhecida também como Capela do Bom Jesus e incluso da Angústia. Nela se pode contemplar um altar de estilo barroco, datado no século XVIII e obra de José Ferreiro. Esta capela tem uma inscrição na que se indica que a fundação da mesma se deve à família Barbeito Padrón em 1525, razão pela qual nela estão enterrados para além dos fundadores (o matrimónio formado por Juan de Barbeito e Teresa Álvarez Figueroa), outros membros desta família.[2]
- Capela das Angústias, onde há uma imagem da Virgem das Angústias, um escudo dos Fonseca e onde repousam os restos de Bartolomé Sarmiento.[2]
- Capela da Puríssima, com seu retábulo de madeira (em que se venera a imagem da Virgem da Esperança, conhecida como a Virgem do Ó,  que é a santa padroeira da cidade de Pontevedra)  com cinco esculturas datadas em 1500 e obra do escultor português Atayde.[2]
- Capela da Trindade, com um altar semelhante ao da capela de Cristo, mas com simbolismos e esculturas referentes ao Padre, Filho e Espírito Santo (Santíssima Trindade). Ademais, nele podemos ver uma escultura de Nossa Senhora com a Criança, de escassas dimensões, que fica sentada sobre a Arca de Noé, a qual se utiliza de Santuário. Ademais, lateralmente apresenta as imagens em madeira policromada dos apóstolos Pedro e Paulo.[2]
- Altar da Virgem Dolorosa, em que há um retábulo barroco cuja parte inferior e dentro duma urna envidraçada se pode ver um Cristo Jacente.[2]

## Galeria

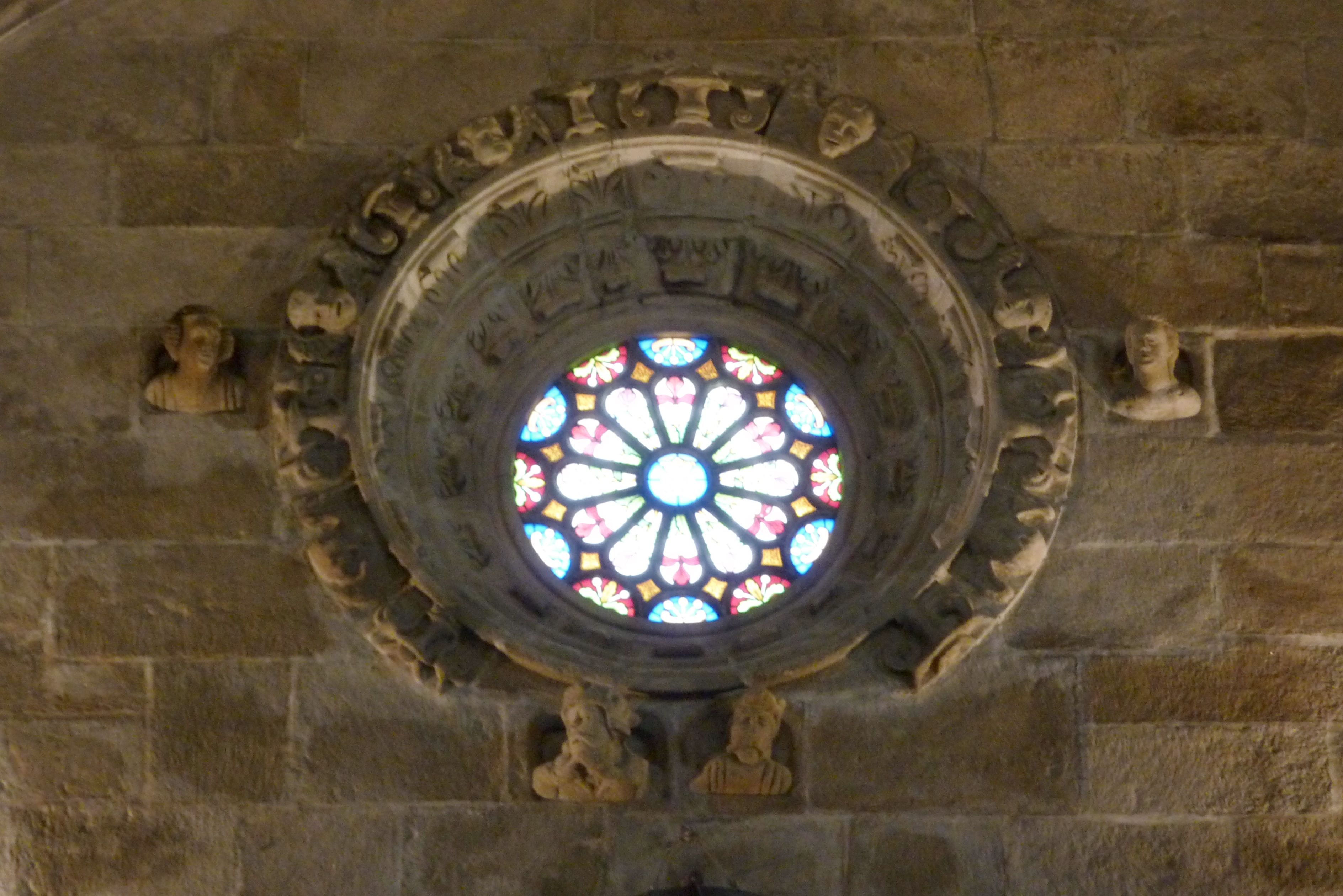
Vista do interior da rosácea.
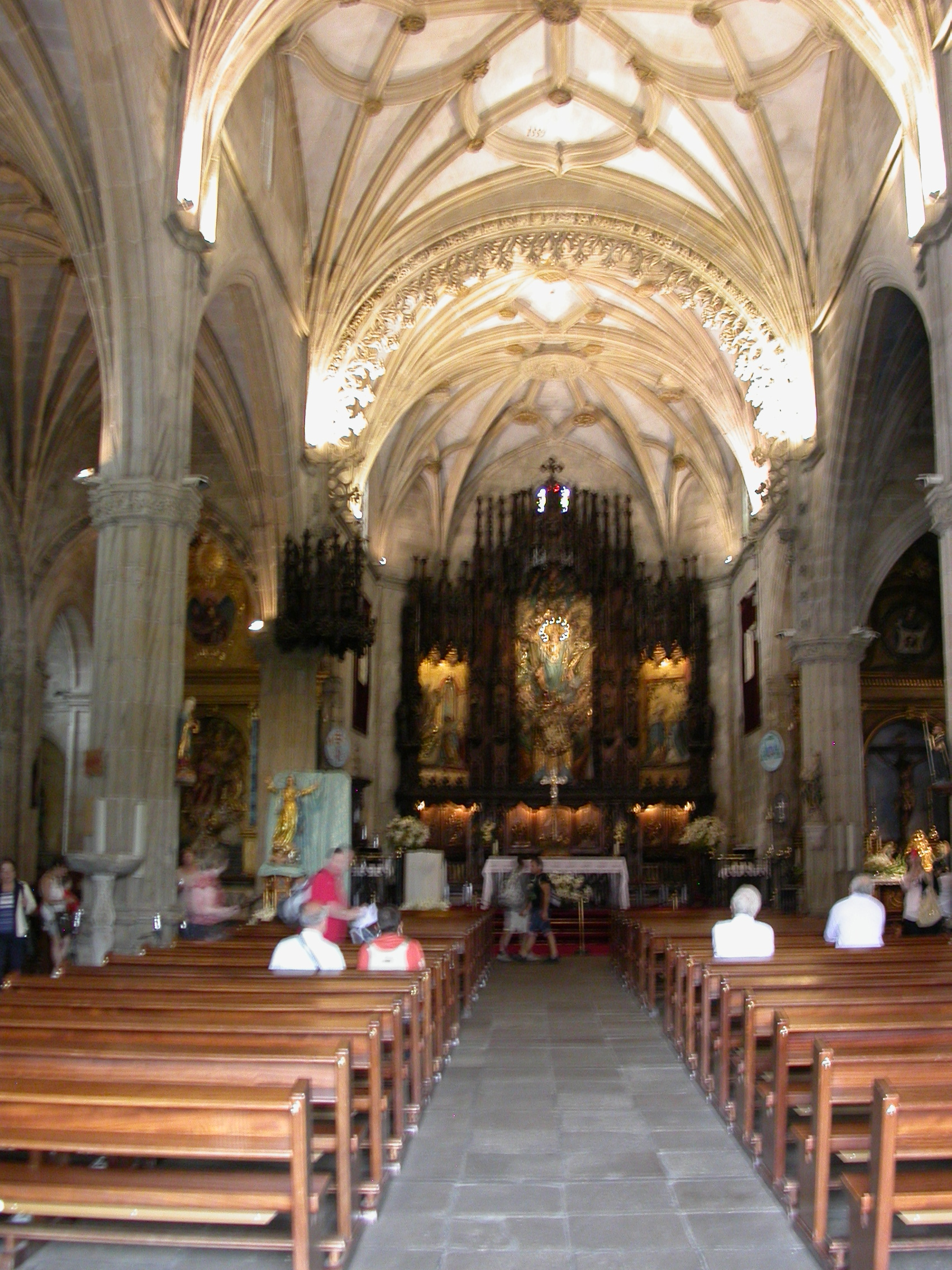
Nave Central.
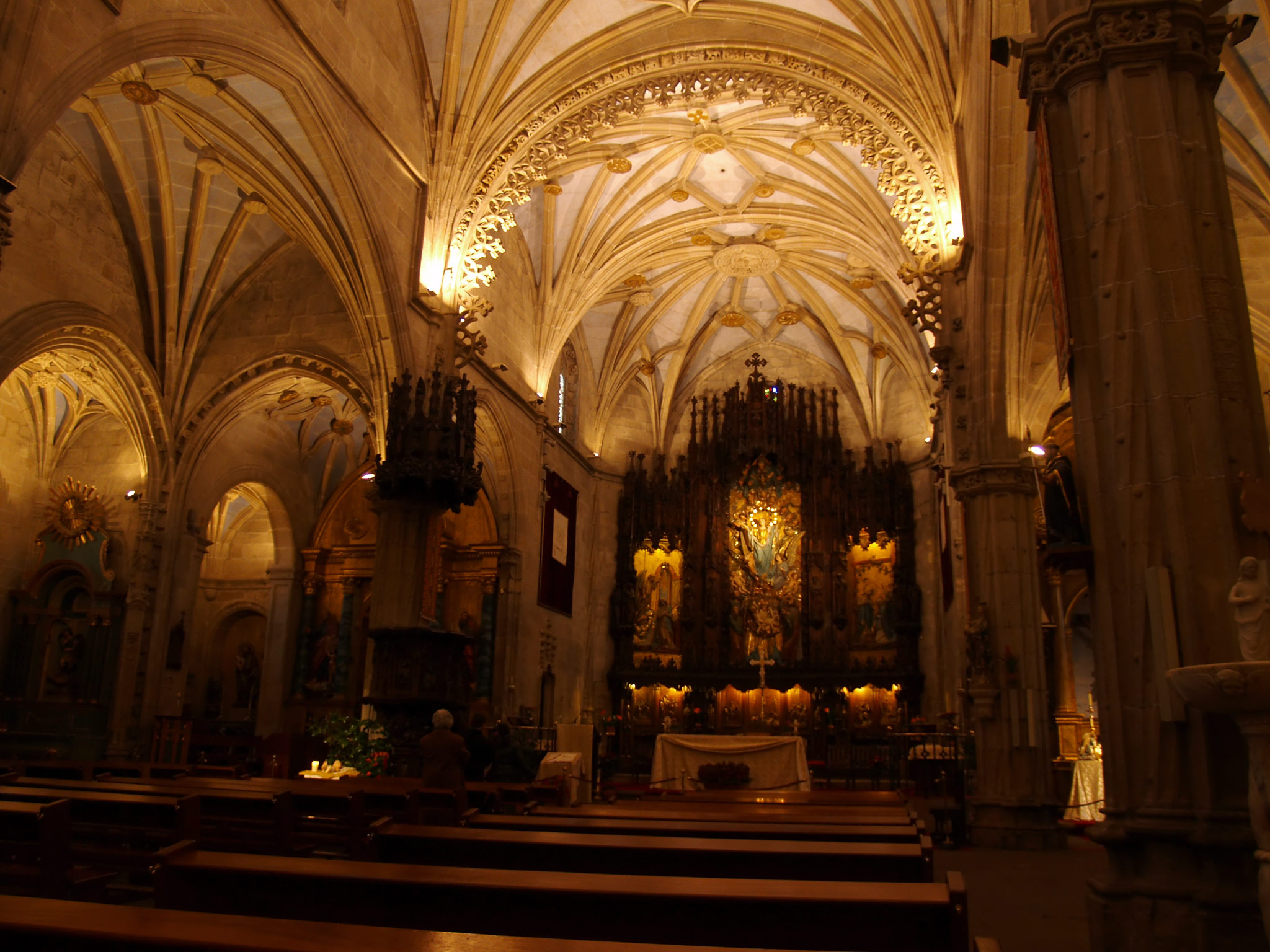
Altar maior e naves laterais.
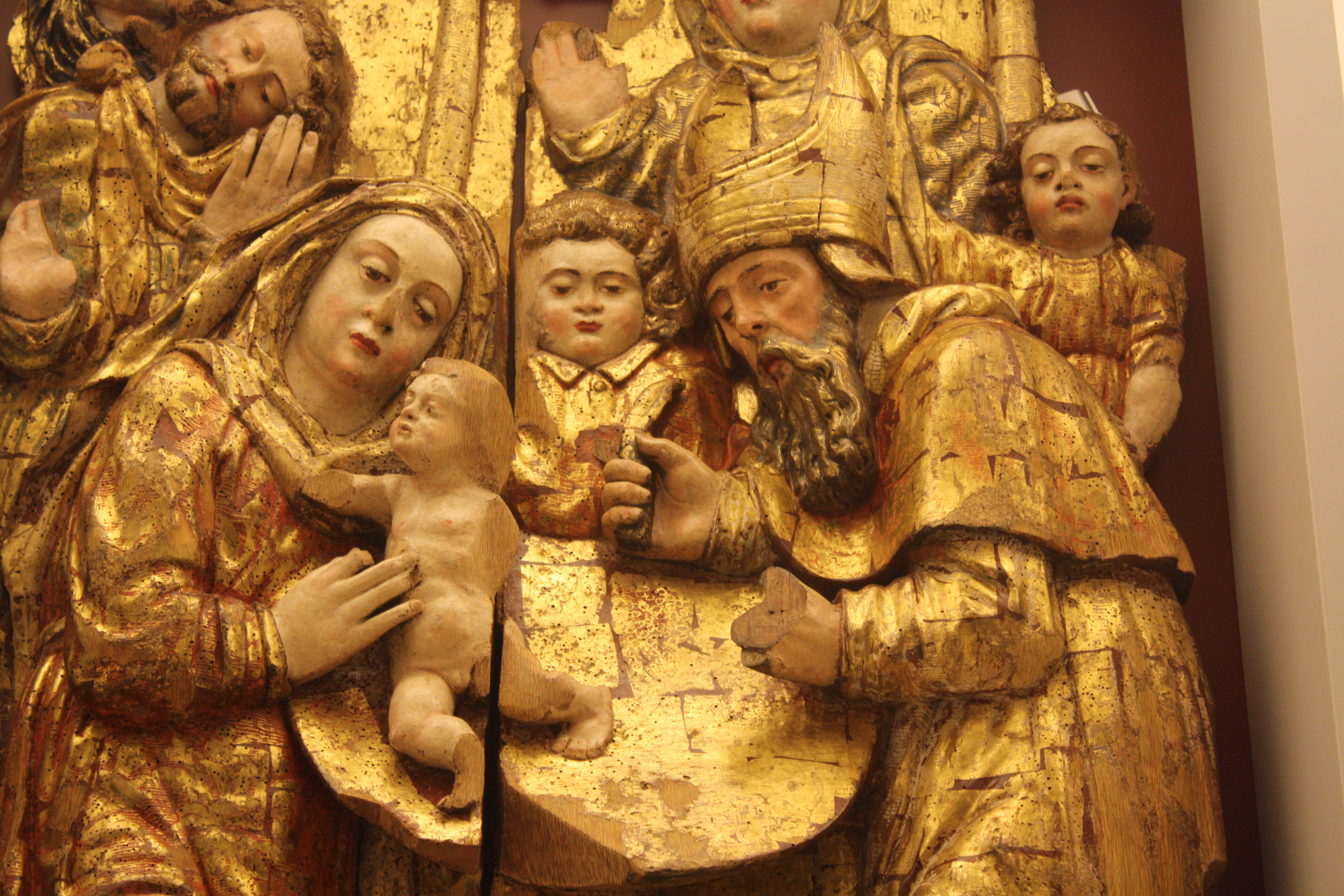
Detalhe do retábulo de Santa Maria.